# Gustave Eiffel

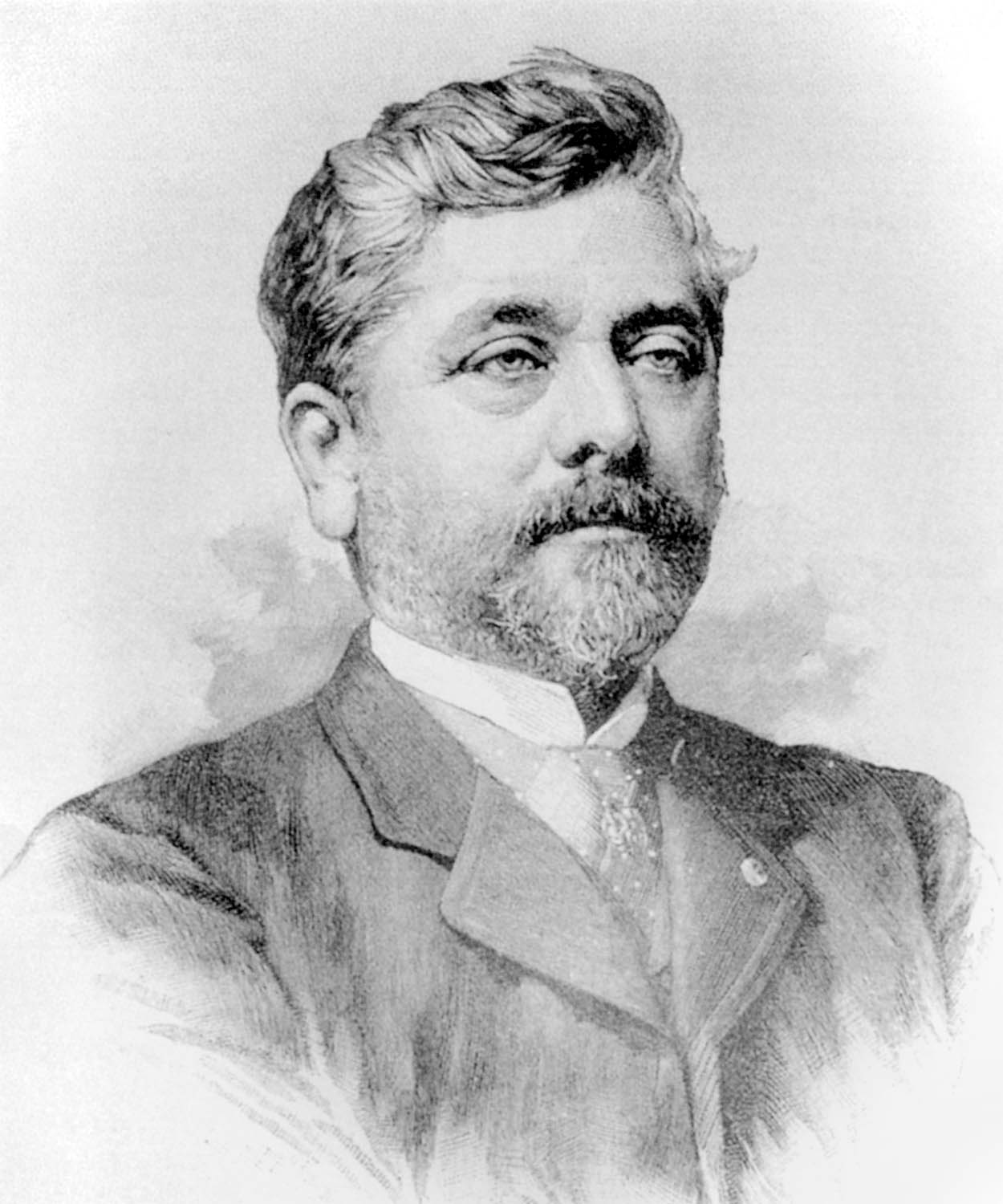
Gustave Eiffel in 1893

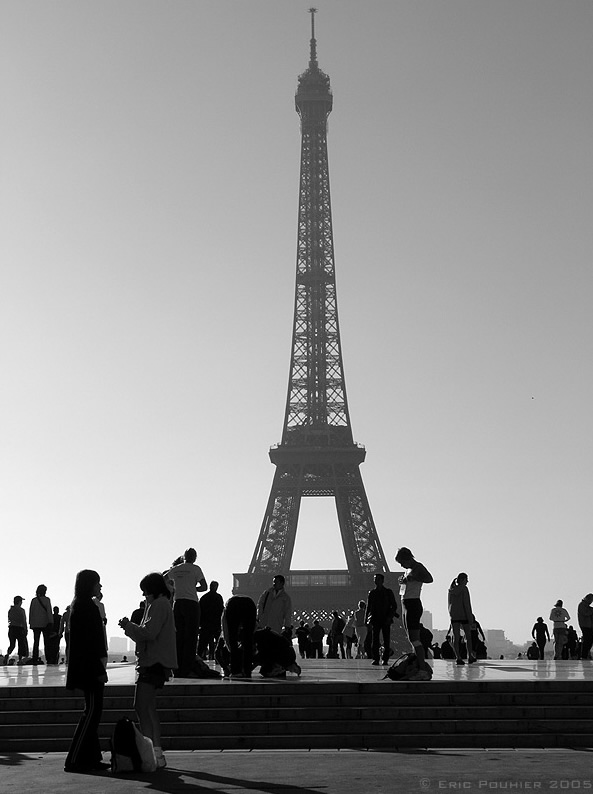
De Eiffeltoren gebouwd voor de wereldtentoonstelling van 1889

Alexandre Gustave Eiffel, geboren als Alexandre Gustave Bonickhausen dit Eiffel, (Dijon, 15 december 1832 – Parijs, 27 december 1923) was een Franse ingenieur en industrieel.

## Jeugd
Eiffel woonde bij zijn grootmoeder. Eiffel was intelligent en verveelde zich op school. Aan de École centrale Paris studeerde hij in 1855 af in de scheikunde. Nadat hij dat had gedaan richtte hij zich meer op ijzeren bouwwerken.

## Frankrijk

### Eerste successen
Na zijn studie wilde hij in de azijnfabriek van zijn oom in Dijon gaan werken, maar door onenigheid in de familie kon dit niet. Eiffel deed zijn eerste ervaringen op met metaalconstructies toen hij voor spoorwegmaatschappijen in Frankrijk begon te werken. Hij begon in 1856 te werken voor de Compagnie des chemins de fer de l'Ouest. Later boekte hij zijn eerste succes in Bordeaux met zijn metalen brug Passerelle Eiffel.
Op 6 oktober 1868 stichtte hij samen met de Belgische ingenieur Théophile Seyrig de firma G. Eiffel et Cie. Dit bedrijf bouwde onder andere de door Maurice Koechlin ontworpen inwendige constructie van het Vrijheidsbeeld.

### Eiffeltoren
Gustave Eiffel is het bekendst geworden door de Eiffeltoren (la Tour Eiffel) die zijn bedrijf tussen 1887 en 1889 bouwde voor de Wereldtentoonstelling van 1889 in Parijs, en klaar was op 6 mei 1889. Het ontwerp van de Eiffeltoren kwam in de eerste plaats van twee van zijn medewerkers Maurice Koechlin en Émile Nouguier. Eiffel zelf vond het ontwerp niet mooi, en het zou volgens hem ook niet kunnen worden uitgevoerd binnen het budget van anderhalf miljoen franc dat de gemeente Parijs had uitgetrokken, maar in december 1884 kocht Eiffel het ontwerp van zijn twee medewerkers. In 1886 diende hij het in en begin 1887 kreeg hij een concessie van twintig jaar voor de toren.

### Overige projecten
Verder zijn in Frankrijk honderden spoorbruggen door Eiffel gebouwd. De spectaculairste brug is wellicht het Viaduc de Garabit, dat met 500 meter lengte op 122 meter hoogte over het dal van de Truyère voert. Een ander opvallend bouwwerk waaraan hij meewerkte is de kanaalbrug van Briare, die het Canal latéral à la Loire op vijftien meter hoogte over een lengte van meer dan 600 meter over de Loire voert.

Viaduc de Garabit over de Truyère

## Buiten Frankrijk
Er zijn nog vele andere bouwwerken waaraan Eiffel heeft meegewerkt dan de onderstaande maar deze zijn het meest bekend.

#### Europa
- De Temsebrug, de langste brug over de Schelde.
- De Maria Pia-brug in Porto, naar een ontwerp van Théophile Seyrig.
- De Ponte Eiffel in Viana do Castelo.
- Het Weststation in Boedapest.

#### Amerika
- Kerk in Arica, Chili.
- Inwendige structuur van het Vrijheidsbeeld, in New York.[2]
- Meegewerkt aan de plannen van de sluizen van het Panamakanaal.
- Kerk "Santa Barbara" in het stadje Santa Rosalia in Mexico
- Busstation in La Paz, Bolivia

#### Zuidoost-Azië
- De Long Biênbrug over de Rode rivier in Hanoi, de hoofdstad van het huidige Vietnam.
- De Quezon Bridge over de Pasig in Manilla.
- Het Hoofdpostkantoor in Ho Chi Minhstad, Vietnam.

## Naam
De originele naam van Alexandre Gustave Eiffel was Alexandre Gustave Bonickhausen dit Eiffel. Al in het begin van de achttiende eeuw woonde er al een Jean René Boninckhausen dit Eiffel in Frankrijk. Volgens sommige bronnen kwam hij uit het Rijnland wat zijn oorspronkelijke Duitse achternaam verklaart. In 1879 liet Gustave zijn achternaam veranderen naar Eiffel, genoemd naar de Duitse regio Eifel, bij de rechtbank van Dijon. Hij ondervond namelijk commerciële nadelen omwille van zijn Duitse achternaam, een gevolg van de door Frankrijk tegen Pruisen verloren oorlog van 1870.

## Esperanto
Eiffel stond ook bekend als Esperantist. Hij zei: "Esperanto... zonder zelf de moed gehad te hebben om het te leren, waarvoor mijn hoge leeftijd mij kan verontschuldigen, zal ik nooit nalaten het kinderen aan te raden, aangezien het een van de makkelijkste dingen is die zij kunnen leren."

## Varia
Gustave Eiffel en het Viaduc de Garabit stonden afgebeeld op de laatste versie van het bankbiljet van 200 Franse frank.